# Ledomyia cardui
Ledomyia cardui är en tvåvingeart som beskrevs av Jean-Jacques Kieffer 1904. Ledomyia cardui ingår i släktet Ledomyia och familjen gallmyggor. Inga underarter finns listade i Catalogue of Life.